# Garbno
Garbno [pronunciación en polaco: /ˈɡarbnɔ/] ( en alemán: Lamgarben) es una aldea en el distrito administrativo de Gmina Barciany, dentro del condado de Kętrzyn, Voivodato de Varmia y Masuria, en el norte de Polonia, cerca de la frontera con el Óblast de Kaliningrado de Rusia. Se encuentra a unos 14 kilómetros noroeste de Barciany, 27 kilómetros al noroeste de Kętrzyn, y 73 kilómetros al noreste de la capital regional Olsztyn .[cita requerida]